# Presa romana (Sarral)

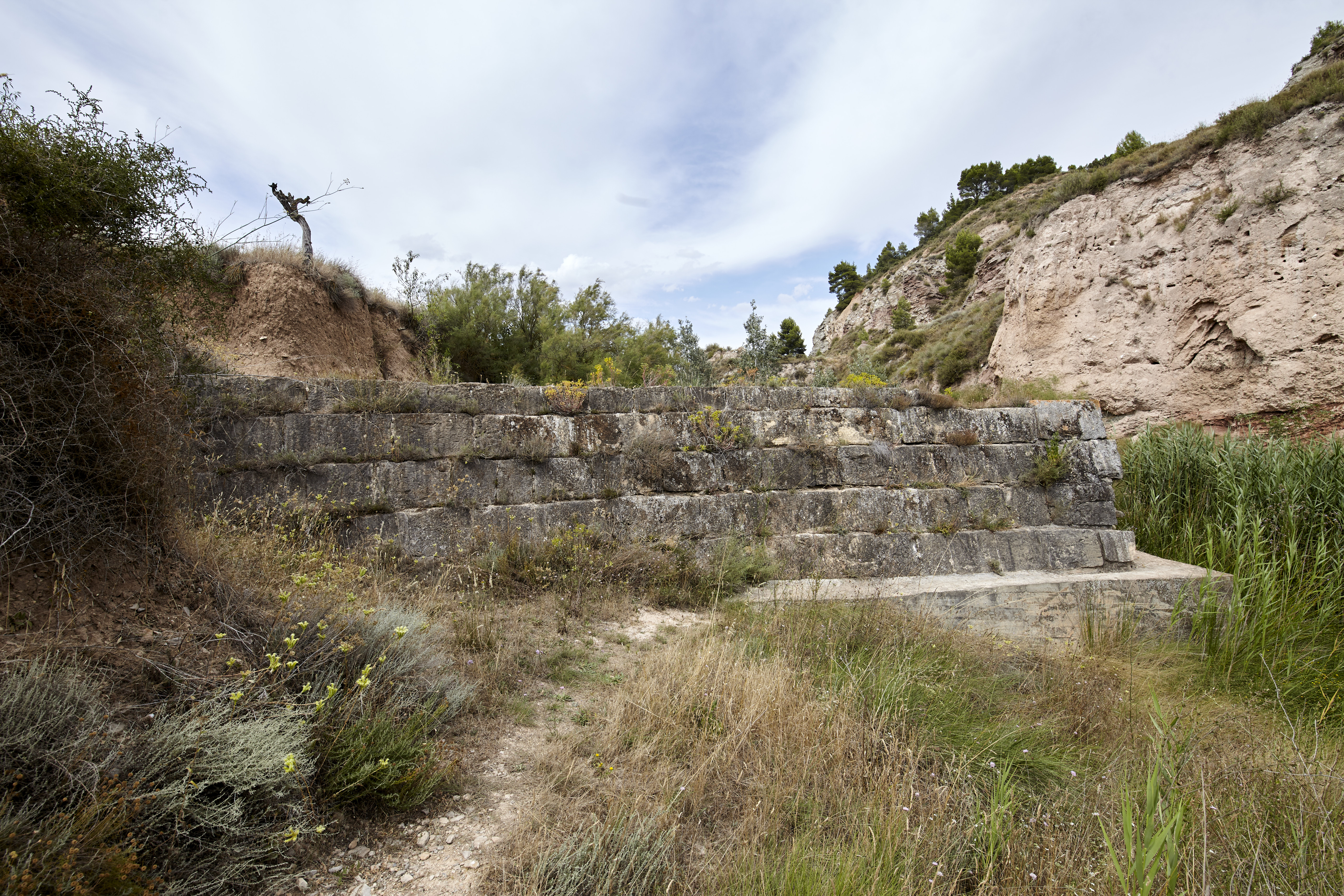

La Presa romana és una obra romana de Sarral (Conca de Barberà) inclosa a l'Inventari del Patrimoni Arquitectònic de Catalunya.

## Descripció
Presa, dels segles I i II d.C., realitzada amb carreus de quatre metres de llarg, construïda a l'estrenyiment d'un congost de la riera de Sarral per tal de retenir l'aigua per a fins agrícoles. Recentment encalçada amb formigó armat.
Es una construcció molt avançada al seu temps, si tenim en compte que es data entre el segle I i II, no tornem a trobar rescloses que utilitzin una planta corbada de gravetat, per augmentar la seva resistència, fins a mitjans del segle xix. Potser aquest fet, que demostra una tècnica molt avançada li fa justícia anomenar-la presa.
Només es coneix una altra presa corbada de gravetat la presa de Glanum o Peirou que es d'època romana i que segons gravats antics era molt similar a la de Sarral, malauradament aquesta presa fou reaprofitada al construir-ne una al mateix lloc l'any 1885. Així doncs la de Sarral es la presa arquejada més antiga que es conserva, parcialment.
La construcció de les primeres obres públiques de Roma a la península ibèrica correspon a l'època imperial. L'establiment de viles en tota l'àrea d'influència de Tarraco i la vinculació d'aquestes amb els poders públics locals plantejava la necessitat de la construcció d'infraestructures per al millor aprofitament de l'aigua.